# Die Toten vom Bodensee – Die Messias
Die Toten vom Bodensee – Die Messias ist ein deutsch-österreichischer ORF/ZDF-Fernsehfilm von Regisseur Michael Schneider aus dem Jahr 2024 mit Alina Fritsch und Matthias Koeberlin. Dies ist der 19. Film der Krimiserie Die Toten vom Bodensee. In der ZDF Mediathek wurde der Film am 24. Februar 2024 veröffentlicht. Im ORF wurde er erstmals am 25. Februar 2024 gezeigt, die Erstausstrahlung im ZDF erfolgte am 4. März 2024.

## Handlung

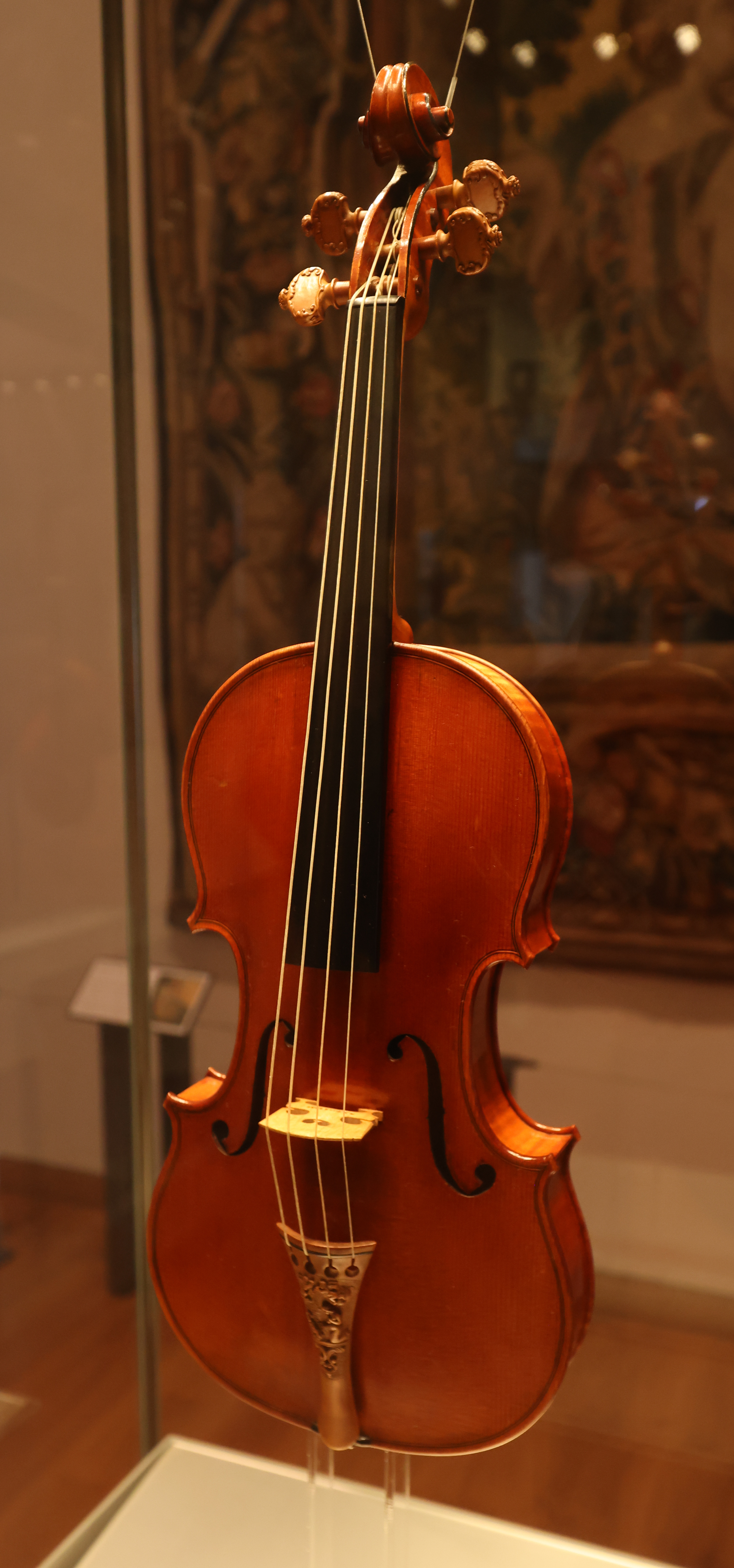
Die „Messias“ von Antonio Stradivari

Christoph Wenzel, Inhaber von Wenzel Mountain Wear, wird von seiner Ehefrau Jana, der Geschäftsführerin seiner Firma, erdrosselt aufgefunden. Sie gibt an, in der Nähe von Zermatt alleine wandern gewesen zu sein, wo sie eine Hütte gebucht hatte und auch tatsächlich eingecheckt hatte. Ein Auschecken ist dort allerdings nicht üblich. Aus dem Safe fehlen ihr zufolge Uhren und rund 50.000 Euro. Haushälterin Josephine Rustemi hatte zur Tatzeit im Haus der Wenzels ferngesehen, die Alarmanlage wurde kurz vor dem Mord an Christoph deaktiviert. Laut Gerichtsmediziner Thomas Egger wurde das Opfer nach dem Tod noch bewegt.
Wenzel sammelte historische Musikinstrumente und war Kunde eines Hehlerrings. Luisa Hoffmann kannte ihn von einer früheren Operation als verdeckte Ermittlerin in Wien. Kopf des Ringes war Antonio Zübert, der wegen Totschlages und gewerblicher Hehlerei verurteilt wurde. Hoffmann und Oberländer vermuten, dass bei Wenzel ein historisches Musikinstrument gestohlen wurde. Bei einer Hausdurchsuchung werden ein versteckter Raum mit Klimaanlage und alarmgesicherten Geigen, eine aufgebrochene Vitrine sowie Rosshaare von einem Geigenbogen gefunden. Die Rosshaare könnten die Strangulationsspuren erklären. Haushälterin Josephine Rustemi gibt an, nichts von dem versteckten Raum gewusst zu haben. 
Jana Wenzel gesteht, die Leiche ihres Mannes aus dem Raum mit der Instrumentensammlung in sein Arbeitszimmer geschafft zu haben, weil sie einen Skandal wegen der gestohlenen Instrumente vermeiden wollte. Laut Jana wurde aus der aufgebrochenen Vitrine die 1716 von Antonio Stradivari gebaute und „Messias“ genannte Geige gestohlen. Das Instrument ist mehrere Millionen wert. Laut einem Mythos soll sich der Spieler dieser Violine in einen virtuosen Musiker verwandeln, aber eines gewaltsamen Todes sterben.
Laut Sicherheitstechnikfirma wurden vor zwei Monaten von der Elektrikerin Venla Strelow Alarmanlagensensoren in der Villa der Wenzels getauscht. Sie hätte das notwendige Wissen, um die Alarmanlage zu deaktivieren. Strelow gibt an, zur Tatzeit ehrenamtlich im Gemeindezentrum von Wolfurt gearbeitet zu haben. Der dort als Dirigent des Laienorchesters Wolfurt tätige Dirigent Claudio Lüthi bestätigt ihr Alibi. Das Reifenprofil des Mini-Vans von Lüthi stimmt mit den gefundenen Spuren vom Tatort überein. Lüthi wird bald darauf erhängt im Gemeindezentrum gefunden, er wurde zuvor durch einen Stich ins Herz getötet.
Kurz vor seinem Tod hatte Lüthi Musik eingespielt und die Aufnahmen ins Internet gestellt. Die Ermittler nehmen an, das er auf der Messias gespielt hatte und Strelow ihm bei deren Diebstahl behilflich war, die Alarmanlage zu deaktivieren. Strelow gesteht, nach ihren Arbeiten in der Villa der Wenzels Lüthi von den Instrumenten erzählt zu haben. Lüthi hatte ihr für die Information zum Ausschalten der Anlage 30.000 Euro angeboten.
Nachdem Antonio Zübert in Bregenz auftaucht, vermutet Hoffmann, dass Jana Wenzel ihn über ihren Aufenthaltsort informiert hatte, was diese allerdings bestreitet. Wenzel gibt an, Zübert nicht zu kennen und mit den Instrumentenkäufen ihren Mannes nichts zu tun zu haben. Hoffmann befürchtet, dass Zübert sich an ihr rächen möchte, weil er damals durch ihre Aussage im Gefängnis gelandet war. Zübert hatte ihr geschworen, sie zu finden, wenn er aus der Haft entlassen wird.
Der Stich wurde mit einem Schraubenzieher mit der linken Hand ausgeführt. Während Venla Strelow Rechtshänderin ist, handelt es sich bei Antonio Zübert um einen Linkshänder. Anhand Hoffmanns Akte (die eigentlich unter Verschluss ist) finden Oberländer und Komlatschek heraus, dass die Kollegin eine Liebesbeziehung mit Antonio Zübert hatte. Zübert sendet Luisa Hoffmann ein Foto ihrer gemeinsamen, von Geburt an gehörlosen Tochter Liv, die sie ihm jahrelang vorenthalten hatte, während sie mit André Hoffmann verheiratet und er im Gefängnis war. Liv hatte die Gehörlosigkeit von Züberts Vater geerbt. Antonio möchte, dass er, Luisa und Liv als Familie gemeinsam neu anfangen. Ihrem Mann hatte Luisa damals vorgelogen, dass sie den Vater von Liv nicht kannte und es ein One-Night-Stand war. Zübert hatte damals Luisas Kollegen umgebracht und jetzt Lüthi.
Laut Zübert hat Wenzels Frau mehr Ahnung von Instrumenten als ihr Mann, während Jana behauptet, sich nicht dafür zu interessieren. Luisa Hoffmann vermutet daher, dass sich Josephine Rustemi, die sich für klassische Musik interessiert und selbst Cello spielt, als Wenzels Frau mit Zübert in Wien getroffen hat. Jana Wenzel gibt an, dass sie von Rustemi erpresst wurde, weil diese herausgefunden hatte, dass sie billige Kleidung in China gekauft und als nachhaltige Wenzel Mountain Wear verkauft hatte. Rustemi wird festgenommen. Sie hatte, nicht zuletzt aufgrund ihrer gemeinsamen Interessen, eine Liebesbeziehung mit Christoph Wenzel, während Jana Wenzel sich nur mehr für die Firma interessierte. Jana wusste über die Beziehung Bescheid, das Arrangement funktionierte, bis Rustemis Kinderwunsch immer dringender wurde. Christoph hatte sie diesbezüglich immer vertröstet. 
Rustemi hatte Lüthi beim Diebstahl der Messias beobachtet. Sie gesteht, Christoph danach ermordet zu haben, weil er ihr die besten Jahre ihres Lebens gestohlen hatte. Sie hatte Zübert über den Aufenthaltsort von Luisa Hoffmann informiert, der wiederum den möglichen Zeugen Lüthi im Gegenzug dafür ermordet hatte und die Messias behalten durfte. 

## Produktion und Hintergrund

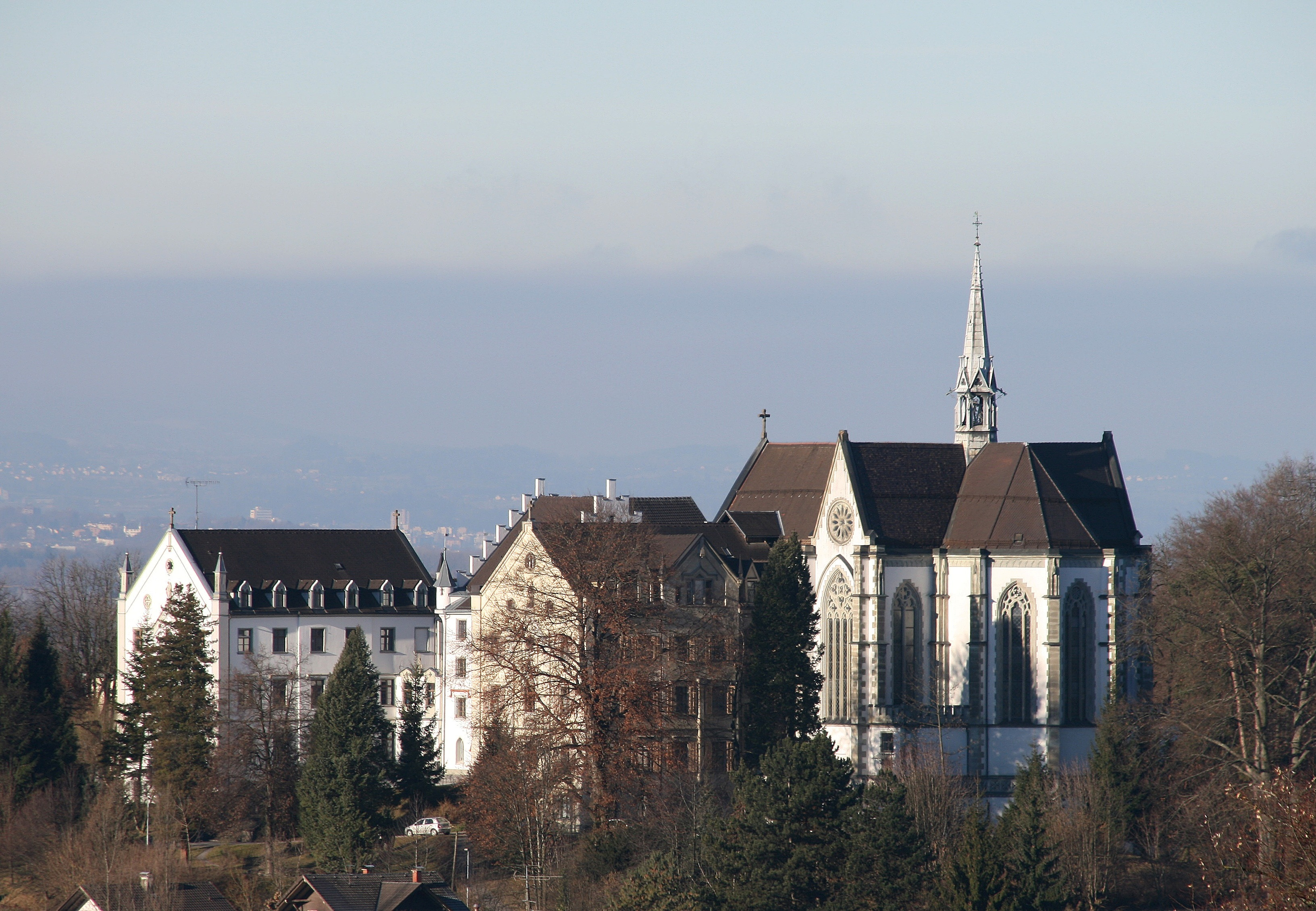
Der Wohnort der Familie Hoffmann und Ort des dramatischen Showdowns: Das Kloster Sacré Coeur Riedenburg in Bregenz

Erstmals seit Start der Fernsehreihe im Jahr 2014 wurden 2023 drei Filme produziert. Die Dreharbeiten zu Die Messias fanden gemeinsam mit dem 18. Teil Atemlos und dem 20. Teil Der Nachtschatten von März bis  Juni 2023 am Bodensee und Umgebung statt. 
Drehorte waren unter anderem Bregenz, Dornbirn, Lauterach und Lochau.
Produziert wurde der Film von der Graf Filmproduktion GmbH und Rowboat Film- und Fernsehproduktion, beteiligt waren der Österreichische Rundfunk und das Zweite Deutsche Fernsehen. Unterstützt wurde die Produktion durch FISA+, den Fernsehfonds Austria sowie das Land Vorarlberg.
Die Kamera führte Jo Molitoris, die Musik schrieb Chris Bremus, die Montage verantwortete Jörg Kroschel und das Casting Judith Limberger. Den Ton gestaltete Hjalti Bager-Jonathansson, das Szenenbild Michaela Weniger, das Kostümbild Heike Werner und die Maske Birgit Beranek und Tinka Katherina Brand.

## Rezeption

### Kritiken
Wenig angetan zeigte sich Oliver Armknecht auf film-rezensionen.de. Er vergab lediglich 4 von 10 Punkten und resümierte mit: Konstruiert bis langweilig. Wer auch nur ansatzweise Glaubwürdigkeit von Krimis einfordere, der brauche diese hier gar nicht erst zu suchen. 
Vor allem die Auflösung empfand Armknecht geradezu als eine Frechheit und meinte: Für Zuschauer und Zuschauerinnen, die gern selbst rätseln, ist das sehr frustrierend, wenn auf einmal ein Motiv aus dem Zylinder gezaubert wird, das sich weder angekündigt hat noch plausibel ist.
Tilmann P. Gangloff bezeichnete den Film auf suedkurier.de hingegen als sehenswerten Krimi, der unter anderem wegen der cleveren Verknüpfung des scheinbaren Raubmords mit der Vorgeschichte von Luisa Hoffmann interessant sei, vor allem das Drehbuch mache diese Folge zu einem besonderen Film der Reihe.
Die Kritiker der Fernsehzeitschrift TV Spielfilm bewerteten den Film mit einem Daumen nach oben und resümieren mit den Worten Spannung hat viele Saiten [sic]: Dieser Fall hat den Bogen raus. Zwar würden arg viele Drehbuch-Zufälle walten, doch halte ein solider Spannungsbogen die Krimi-Partitur gut zusammen.
Franziska Wenzlick befand auf prisma.de, dass es den Machern deutscher TV-Krimis selten gelinge, vermeintlich unzusammenhängende Handlungsstränge derart geschickt miteinander zu verknüpfen. Hinzu komme, dass man endlich mehr über die nicht mehr ganz so neue Kollegin erfahre. Die allmähliche Annäherung zwischen Oberländer und Hoffmann tue der Reihe gut.

### Einschaltquoten
Die Erstausstrahlung im ORF am 25. Februar 2024 sahen bis zu 648.000 Zuseher, der Marktanteil lag bei 22 Prozent.
Die deutsche Erstausstrahlung am 4. März 2024 im Programm des ZDF wurde von 6,93 Millionen Zuschauern gesehen, der Marktanteil betrug 26,2 Prozent.